# Мехмед V
Мехме́д V Реша́д (Мегмед V Решад; осман. محمد خامس, тур. Beşinci Mehmet, Reşat Mehmet; 2 листопада 1844 — 3 липня 1918) — 35-й султан Османської імперії (27 квітня 1909 — 3 липня 1918). Син Абдул-Меджида I. Вступив на престол після повалення султана Абдул-Гаміда II молодотурками.

## Біографія

### Народження
Мехмед Решад народився у палаці Топкапі у Стамбулі. Його батьком був султан Абдул-Меджид I, а матір'ю — Ґюльджемаль Кадин. Як і багато інших потенційних спадкоємців, перші 30 років свого життя Мустафа провів у фактичному ув'язненні. Дев'ять із них майбутній султан провів в одиночній камері, де вивчав старовинну перську поезію і складав вірші.

### Правління

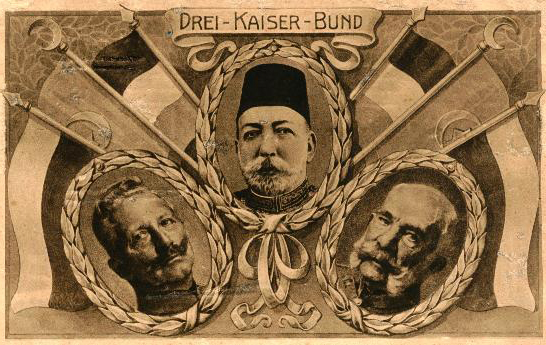
Вільгельм II, Мехмед V, Франц Йосиф — імператори Центральних держав — на плакаті часів Першої світової війни

Мехмед V вступив на трон 27 квітня 1909 року після повалення свого старшого брата Абдул-Гаміда II. Мехмед був фактично першим конституційним монархом в історії Османської імперії, його влада була лише номінальною. За султаном залишилось формальне право призначення великого візира та шейх-уль-іслама. Реальна влада при Мехмеді належала центральному комітету партії Об'єднання і прогрес (тур. İttihad ve Tarraki), а з 1913 року — так званому «тріумвірату» (Енвер-паша, Талаат-паша, Джемаль-паша).
З 1911 року імперія вступила у затяжну смугу війн, що супроводжувалися територіальними втратами. У результаті Триполітанської війни була втрачена територія сучасної Лівії і Додеканеські острови, а після Першої Балканської війни Османська імперія втратила майже всі володіння у Європі.
У листопаді 1914 року Османська імперія вступила у Першу світову війну на боці Центральних держав, тому Мехмед V як халіф мусульман формально оголосив газават країнам Антанти. 27 січня 1916 султан отримав жезл прусського генерал-фельдмаршала.

### Смерть
Мехмед V помер у палаці Їлдиз у віці 73 років, не доживши декілька місяців до завершення Першої світової війн й падіння Османської імперії. Його наступником став його брат Мехмед VI.